# Kazahsztáni görögök
A kazahsztáni görögök többnyire azoknak a pontoszi görögöknek a leszármazottai, akik korábban Oroszország déli részén éltek, és Sztálin parancsára ide deportálták őket. 
A Szovjetunióban 1937-1939 elkezdődött egy görögellenes kampány, és Grúzia és Ukrajna határmenti területeiről Kazahsztánba deportálták a görögöket. A deportálások következő hullámára a második világháború után került sor. Először a krími görögöket telepítették át 1944-ben, az 1944. június 2-i 5984. számú határozat alapján. Őket követték a kaukázusi görögök, azaz a grúziai, örményországi és azerbajdzsáni görögök 1949. júniusban, 1950. februárban, illetve 1950. augusztusban. Összesen mintegy 60 000 görögöt deportáltak. 1949-ben a polgárháború sújtotta Görögországból mintegy 10 000 menekült érkezett a Szovjetunióba, a Görög Demokratikus Hadsereg és Görögország Kommunista Pártja tagjai, akik politikai menedékjogot kaptak, és Odesszában telepedtek le, de utóbb Közép-Ázsiába küldték őket.
1956 után a deportált görögök – a krímiek kivételével – visszatérhettek szülőföldjükre; néhányuknak pedig (elsősorban a politikai menekülteknek) megengedték a Görögországba emigrálást. Az 1990-es évek elején, a Szovjetunió felbomlása során a görögök 95%-a elhagyta az országot; többségük Görögországba, kisebb részük Oroszországba telepedett át.
1993-ban megalakult a 16 kazahsztáni görög közösséget tömörítő Filia egyesület; 1994-ben csatlakozott hozzájuk a kirgizisztáni görög közösség is. A szövetség újságot ad ki, táncrendezvényeket szervez, tánc- és görög nyelv tanfolyamokat szervez. A görög nyelv oktatását a görög külügyminisztérium külföldi görögökért felelős államtitkársága támogatja.

## Görög népesség alakulása
| Év   | Arány a teljes népességen belül | Szám   |
| ---- | ------------------------------- | ------ |
| 1926 | 0,00                            | 157    |
| 1939 | 0,02                            | 1374   |
| 1959 | 0,60                            | 55 543 |
| 1970 | 0,31                            | 51 171 |
| 1979 | 0,34                            | 49 930 |
| 1989 | 0,28                            | 46 746 |
| 1999 | 0,08                            | 12 703 |
| 2009 | 0,06                            | 8 846  |
| 2014 | 0,05                            | 8 819  |

## Híres emberek
- Harálambosz Holídisz olimpiai bronzérmes birkózó
- Ilja Alekszandrovics Iljin(wd) világbajnok súlyemelő; anyai nagyapja görög
- Élena Keleszídi(wd) opera-énekesnő
- Szávasz Kofídisz labdarúgó és edző
- Sztáthisz Pehlivanídisz(wd) labdarúgó

## Fordítás
Ez a szócikk részben vagy egészben  a   Griechen in Kasachstan című német Wikipédia-szócikk ezen változatának fordításán alapul.  Az eredeti cikk szerkesztőit annak laptörténete sorolja fel. Ez a jelzés csupán a megfogalmazás eredetét és a szerzői jogokat jelzi, nem szolgál a cikkben szereplő információk forrásmegjelöléseként.